# Pippin den lille

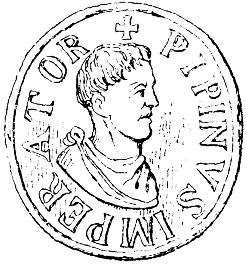
Pippin den lilles sigill (ur Nordisk Familjebok, 2 uppl.)

Pippin den lille, även Pippin den yngre eller Pippin III (fr. Pépin le bref), född cirka 715, död 24 september 768, var en frankisk kung, son till Karl Martell och Chrotrudis och sedermera far till den framtida kejsar Karl den store. Han var även den första av karolingiska ätten att bli kung. Pippin blev ensam härskare över Francia när hans bror blev munk efter deras fars död.

## Biografi
Pippin och hans fru Bertrada, dotter till Charibert av Laon, gifte sig år 740 men deras äktenskap legitimerades inte av kyrkan förrän år 747. Pippin och Bertrada fick två söner, Karl den store född 742 och Karloman född år 751. Pippin mottog år 741 vid sin faders död såsom major domus styrelsen över Neustrien, Burgund och Provence, medan rikets tyska delar tillföll brodern Karloman. 

### Kung efter påvlig hjälp
Pippin avsatte med påven Zacharias samtycke Childerik III och förvisade honom till kloster. Därmed blev Pippin den lille den förste karolingiske kungen och Childerik III den siste merovingiske kungen. Som tack för påvens insats skaffade Pippin mark till kyrkan, och blev därför i efterhand kallad kyrkostatens grundläggare. Av påven Stefan II fick han titeln ‘’Patricius Romanorum.’’ Segerrika krig mot akvitaner, alemanner, bayrare och sachsare befäste Pippins ställning, och då Karloman 747 antog munkkåpan, styrde han nu över sin fars hela "rike". Med sina stormäns bifall ville nu Pippin även anta kungatiteln, som vid den tiden låg i merovingernas händer. Han inhämtade därför påven Zacharias Petrus vilja angående den kungliga makten. Zacharias uppges då ha givit det bekanta svaret att "kungatiteln hellre borde tillhöra den som hade makten, än den, som saknade en konungs myndighet". Det var ett världshistoriskt ögonblick då Pippin på en riksförsamling i Soissons (751 eller 752) hälsades som frankernas konung, medan den siste merovingern (Childerik III) insattes i ett kloster.

### Pippin skaffar kyrkan mark
Som tack för påvens tillmötesgående inställning i kungafrågan tryggade den nye konungen i två fälttåg mot langobarderna (755–756) den påvliga stolen och garanterade den dess första världsliga besittningar, varför Pippin i efterhand blivit kallad Kyrkostatens grundläggare. Av påven Stefan II fick han titeln Patricius romanorum. 

### Pippins smörjelse
År 754 smordes Pippin, tillsammans med sin två söner, även av den nye påven. Ritualen knöt an till en urgammal kristen tradition: Israels kungar kallas ju i bibeln “Herrans smorde”. De germanska krigarkungarna hade tidigare i princip utövat en personlig, relativt oansvarig makt över sina anhängare. Nu däremot framstod monarken som kung av Guds nåde, smord med helig olja och likt en biskop helgad genom kröningens sakrament. I fortsättningen var han både präst och kung, ansvarig för sina undersåtars såväl själsliga som materiella välbefinnande.

### Riket utvidgas ytterligare
Även andra folk än langobarderna fick känna på Pippins styrka: araberna förlorade 759 sina sista besittningar norr om Pyrenéerna, sachsare och bayrare tuktades, den orolige hertig Waifar av Akvitanien förlorade till sist, efter ett nioårigt krig, land och liv år (768). Under ständiga krig fann konung Pippin tid att sörja för förvaltningens organisation och för den allmänna ordningen i sitt rike. Inte heller vetenskapliga strävanden var honom främmande.

## Familj
Pippin var förmäld med Bertrada (Berta), dotter till Charibert av Laon, och blev med henne far till bl.a. kejsar Karl den store.

### Barn
1. Karloman I
2. Karl den store